# Maison toulousaine
 (juin 2011).
Si vous disposez d'ouvrages ou d'articles de référence ou si vous connaissez des sites web de qualité traitant du thème abordé ici, merci de compléter l'article en donnant les références utiles à sa vérifiabilité et en les liant à la section « Notes et références ».

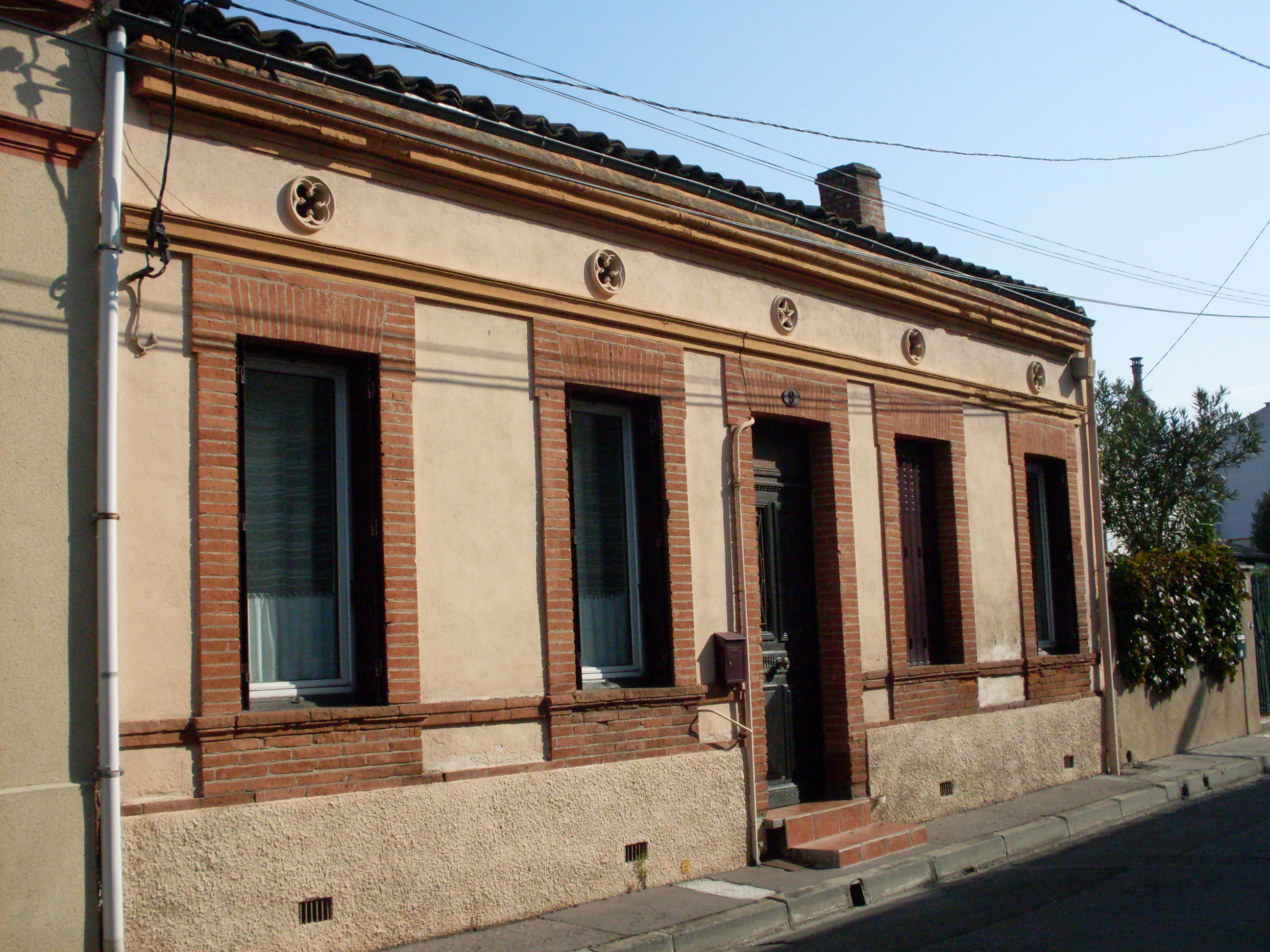
Maison toulousaine

Une maison toulousaine est un type de maison traditionnelle de la région de Toulouse, sans étage et présentant des caractéristiques particulières bien définies historiquement.

## Terminologie
Ce type de maison, courant dès la fin du XIXe siècle, n’avait pas de dénomination précise à l’origine. S’agissant pour la plupart de maisons de maraîchers, qui utilisaient leurs jardins pour leurs productions, vendues ensuite à la ville toute proche, les premières dénominations ont été maison de maraîcher, maison maraîchère, ou simplement maraîchère. D’autres artisans pouvaient aussi habiter ce type de maison. 
Les dénominations « maison toulousaine », « petite toulousaine » et « toulousaine » ont été inventées et popularisées au début du XXIe siècle par l'association Les petites Toulousaines, créée par Bernard Auriol pour assurer la sauvegarde de ces maisons modestes.

## Caractéristiques

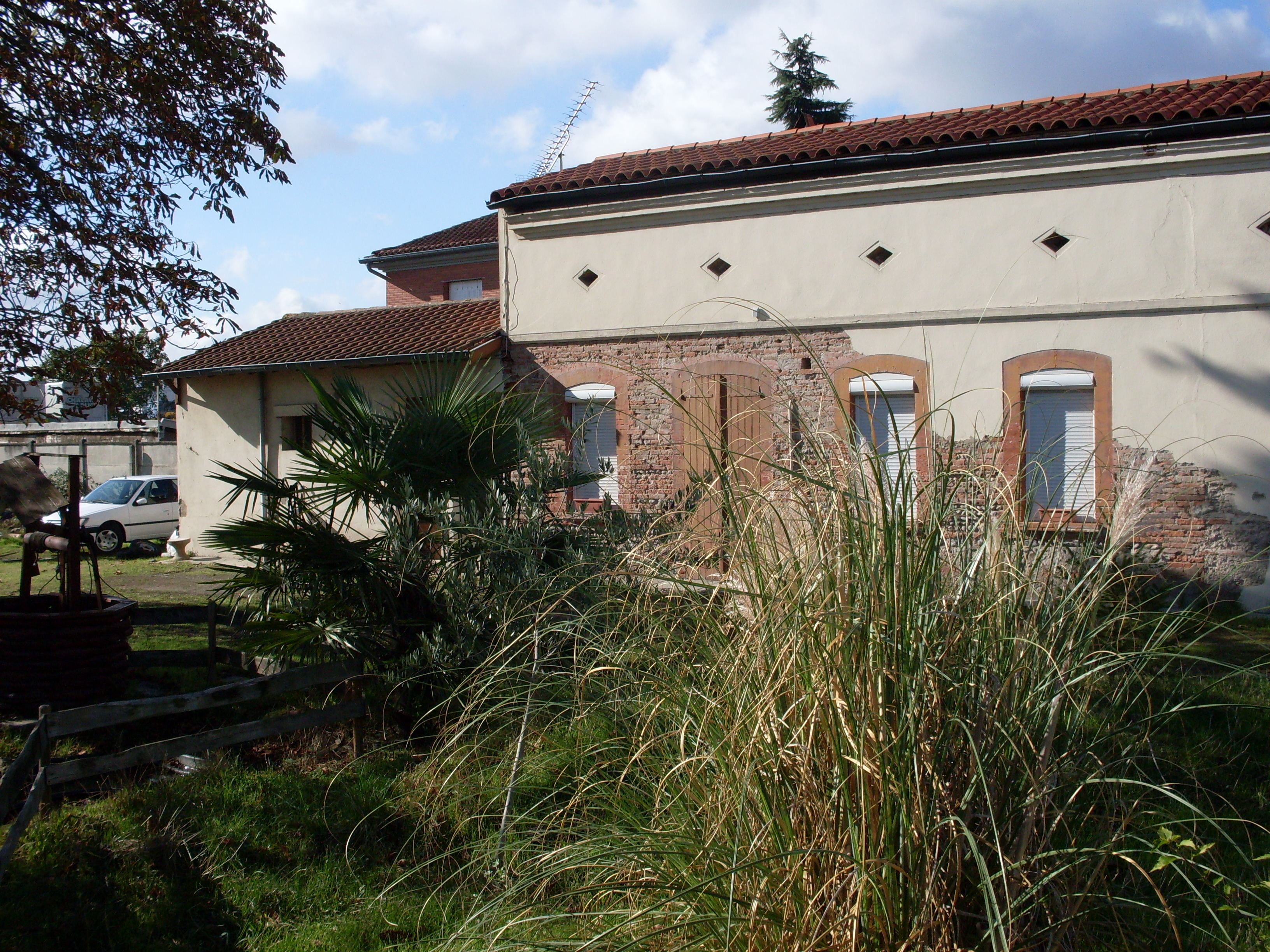
Une ancienne maison maraîchère, qui a encore son puits.

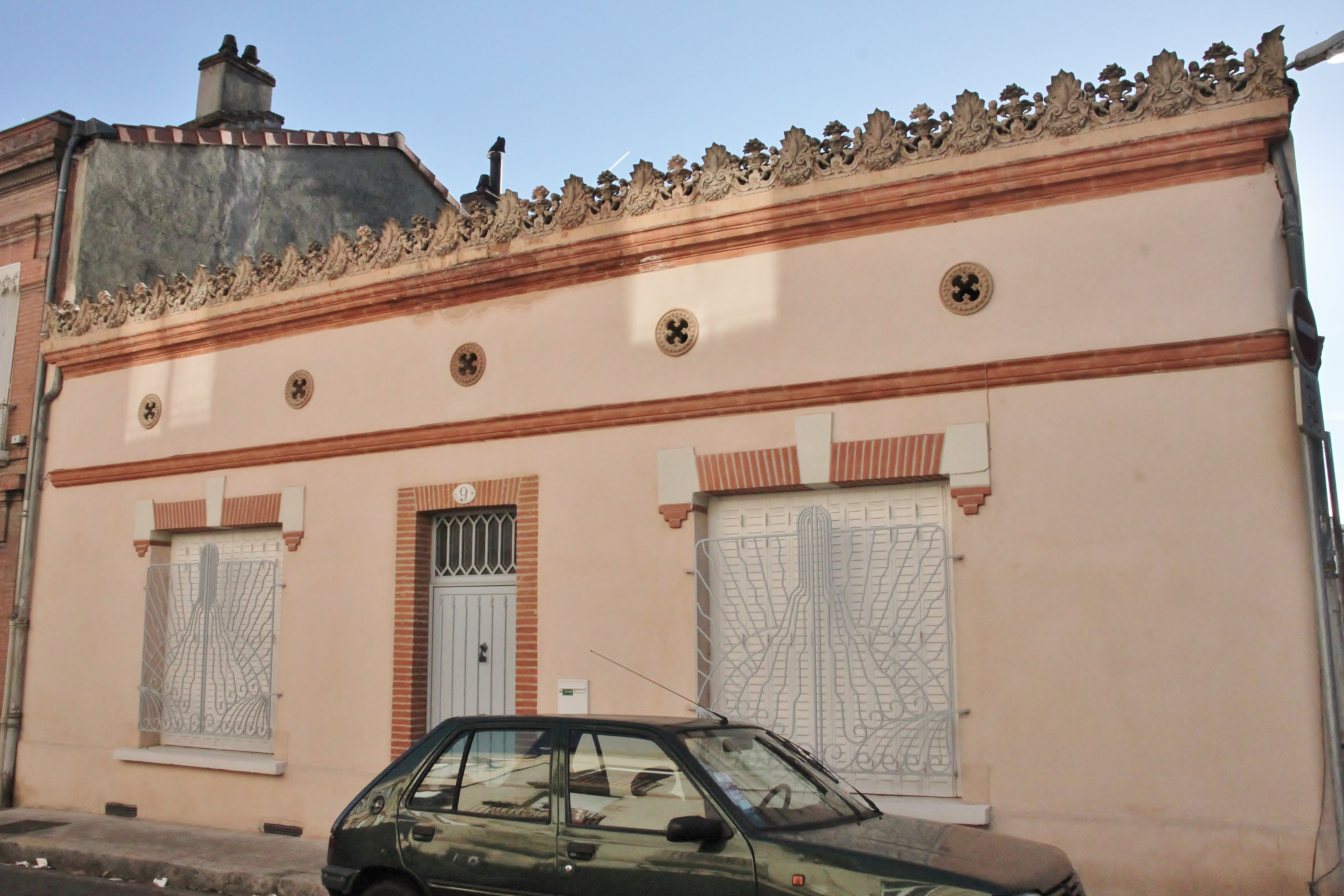
Maison toulousaine couronnée d'une frise d'antéfixes en terre cuite masquant le chéneau.

Historiquement, la maison maraîchère toulousaine s’inscrit dans le cadre de l’architecture populaire régionale, qui s’étend tout le long du bassin de la Garonne : maisons basses, en matériaux locaux, brique ou terre crue. Il s'agissait au départ de l'habitation des maraîchers des faubourgs de Toulouse.
Les anciennes terres agricoles vouées à la construction étaient divisées en parcelles étroites, de la largeur de la maison, les maisons toulousaines étant de ce fait majoritairement mitoyennes, et avec un très long jardin à l'arrière. La maison toulousaine n'avait pas d'étage (mais pouvait avoir une cave), avec un grenier aéré et éclairé par de petites ouvertures rondes, carrées ou en losange.  
La maison toulousaine est construite en briques pleines (dites briques foraines), la façade principale, côté rue, étant un mur gouttereau, la toiture est en tuiles, à deux pentes, le faîte étant parallèle à la façade. La construction reste en briques apparentes, mais les murs peuvent être crépis et enduits d'un badigeon, la brique restant apparente dans l'entourage des portes et fenêtres, les corniches et moulures. Parfois, le mur était édifié en alternant des rangées de galets et de briques. Même si la tendance est de laisser apparente cette construction, pour son esthétique formelle, le mur était à l'origine toujours crépi pour en garantir la solidité.
Une petite moulure, appelée listel, soulignait le niveau du galetas sous toiture, espace réduit peu utilisé. Une corniche plus importante en briques, parfois soulignée d'un bandeau de céramique, marquait l'avancée de la toiture. Parfois un chéneau courait en haut du mur gouttereau, masqué par une frise d'acrotères et antéfixes en terre cuite, manufacturés par la fameuse fabrique des Virebent.
En général, la maison toulousaine possède un couloir central, donnant accès à deux pièces de chaque côté. Avant la généralisation du tout-à-l'égout, le couloir pouvait être traversé par une rigole centrale, qui amenait les eaux usées à l'extérieur. 
Le jardin, situé à l'arrière de la maison, comprend un puits et l'indispensable « sanitaire », dont les produits servaient d'engrais pour le jardin. Parfois un petit bâtiment annexe, appelé chartreuse, était construit dans le jardin, servant souvent de buanderie, plus tard affecté à des usages divers. 
Ce type de maison se retrouve fréquemment dans le Sud-Ouest de la France et en particulier avec l'échoppe bordelaise.

## Deuxième génération

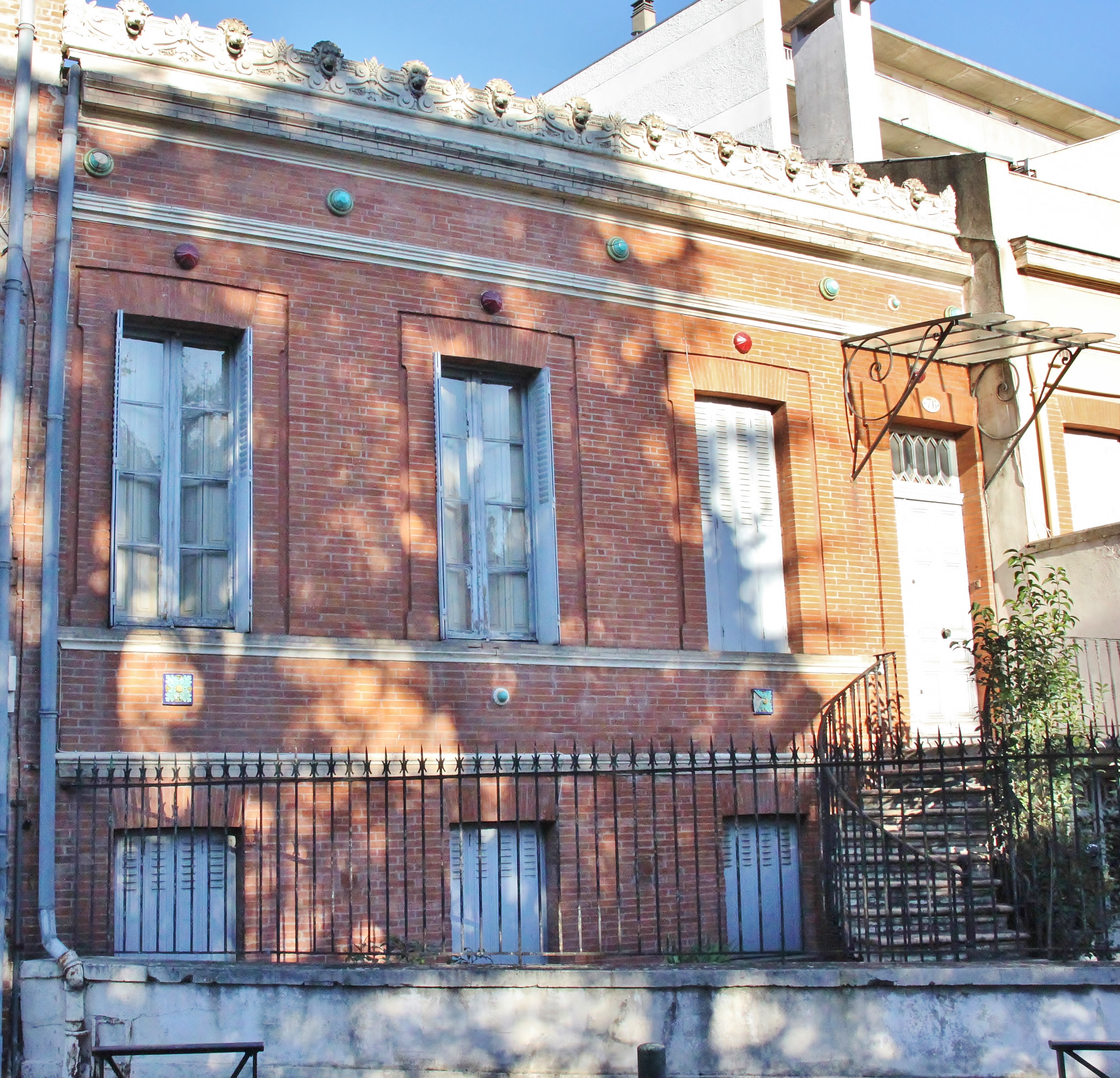
Maison toulousaine légèrement surélevée, petits décors de céramique et frise d'antéfixes en terre cuite.

La deuxième génération de maisons toulousaines reprend les mêmes principes, mais l'orientation change. Désormais, le mur pignon est en façade, une petite fenêtre, côté rue et côté jardin, éclairant le grenier. La maison, souvent bâtie sur cave, est légèrement surélevée (sur vide sanitaire quand ce n’est pas sur cave) et on y accède par un perron de quelques marches. Les maisons voisines sont moins souvent mitoyennes, préservant parfois un étroit passage entre elles. La construction n'est plus forcément en briques, mais souvent en matériaux composites, briques, galets et béton grossier, donc recouverte d'un crépi peint (ce type de construction, appelé « à la planche », parce que le béton était coulé entre deux banches de planches, était souvent pratiqué par le propriétaire). Avant les règlements d'urbanisme, les maisons des faubourgs toulousains présentaient une grande variété de couleurs. Les décors traditionnels sont peu à peu remplacés par des éléments d'architecture à la mode du moment (on voit beaucoup de faux colombages en saillie, dans un esprit néobasque).

## Sauvegarde
Victimes de la densification urbaine, beaucoup de maisons toulousaines classiques ont disparu ou ont été fortement remaniées par des surélévations.
L’urbanisation menace ces petites maisons peu coûteuses. À l’origine situées en périphérie des boulevards, elles se retrouvent englobées dans le noyau urbain et sont remplacées par des immeubles. Les défenseurs de ces bâtiments, réunis dans l’association Les petites toulousaines, tentent d’infléchir la modification du PLU (plan local d’urbanisme).